# Jamim Noraim

Kartka noworoczna ukazująca Księgę Życia

Jamim Noraim (hebr. ‏ימים נוראים‎, jid. ‏ימים־נוראָים‎ Jomim-Neroim / Jomim-Nojroim) – w judaizmie, dziesięć dni w początku nowego roku (według kalendarza żydowskiego), od Rosz ha-Szana do Jom Kipur. Przeznaczone są one na modlitwę, żal za popełnione grzechy, pokutę i oczyszczenie.
W tradycji polskiej nazywa się je Groźnymi Dniami lub Strasznymi Dniami (tłumaczenie nazwy hebrajskiej Jamim Noraim), używa się także określeń Dziesięć Dni Pokuty (Skruchy) (hebr. Aseret Jeme(j) T(e)szuwa, jid. ‏עשֹרת־ימי־תּשובֿה‎ Aseres-Jemej-Tszuwe / Aseres-Jimej-Tszuwe) bądź krócej Dni Pokuty, Pokutne Dni.
Okres ten wypada we wrześniu lub październiku. Według tradycji żydowskiej, w pierwszym dniu nowego roku (Rosz ha-Szana) w niebie otwierane są trzy księgi: pierwsza – „Księga Życia” [Żyjących] (Sefer ha-Chajim), w której zapisywane są osoby czyniące dobro; druga – „Księga Śmierci”, w której spisywani są niepoprawni grzesznicy; oraz trzecia – dla osób, których nie można jednoznacznie ocenić. Księgi mają pozostawać otwarte do Jom Kippur, kiedy zapada werdykt. Postępowanie wiernego w czasie tych dni może mieć wpływ na końcowy osąd, a w szczególności trzy jego działania: teszuwa (skrucha), tefila (modlitwa) i cedaka (dobry uczynek – zazwyczaj jałmużna). Jest to więc czas pokuty, skruchy i rytualnego oczyszczenia. Dekret Boga ma wyznaczać, kto w rozpoczynającym  się roku będzie miał dobre życie, a kto złe oraz kto będzie żył, a kto umrze. Świętu Rosz ha-Szana i „Strasznym Dniom” towarzyszą życzenia przekazywane sobie przez wyznawców: „Obyście byli zapisani (w Księdze Życia) i opieczętowani na dobry rok”.
W okresie Jamim Noraim śpiewana jest modlitwa Awinu Malkenu. Od czasów gaonów do codziennej modlitwy szmone esre wierni dołączają wówczas także Zochrenu le-chajim i Be-Sefer Chajim, które zawierają błagania o zapisanie w Księdze Życia. 
Podczas Jamim Noraim praca jest dozwolona w dni powszednie, czyli z wyłączeniem szabatu. Szabat przypadający podczas „Strasznych Dni” nosi nazwę Szabat Szuwa („Szabat Powrotu”).